# فيصل الشعيب
فيصل الشعيب، ممثل سعودي.

## أعماله

### في التلفزيون
- 1999: طاش ما طاش 7 .
- 1999: العولمة.
- 2000: الديرة نت.
- 2002: وينك يادرب المدينة.
- 2002: العود.
- 2003: يوميات راشد.
- 2004: عمارة الأسرار.
- 2008: خلوكم مكاني.
- 2009: طاش ما طاش 16.
- 2019: سوق الدماء.
- 2019: العاصوف الجزء الثاني.
- 2019: سريع سريع.

## روابط خارجية
- فيصل الشعيب على موقع IMDb (الإنجليزية)
- فيصل الشعيب على موقع قاعدة بيانات الأفلام العربية